# Alfred von Lattorf
Matthias Friedrich Wilhelm Alfred von Lattorff (* 3. August 1832 in Klieken; † 15. Januar 1884) war ein deutscher Gutsbesitzer und Abgeordneter. 
Lattorf war der Sohn von Carl von Lattorf (1794–1870) und dessen Ehefrau Amalie Pauline Freiin von Houwald (1801–1872). Er war herzoglich-anhaltischer Kammerherr und Rittergutsbesitzer auf Klieken-Oberhof.
Von 1865 bis 1872 (gewählt aus der Abteilung I; Ritterschaft) und von 1879 bis 1884 (gewählt von den meistbesteuerten Grundbesitzern) war er Mitglied im Landtag des Herzogtums Anhalt.